# 1989년 10월
| 1989년: 1월 · 2월 · 3월 · 4월 · 5월 · 6월 · 7월 · 8월 · 9월 · 10월 · 11월 · 12월 |

| <          | 1989년 10월  | 1989년 10월 | 1989년 10월 | 1989년 10월 | 1989년 10월 | >          |
| 일         | 월           | 화          | 수          | 목          | 금          | 토         |
| 1 9.2 갑오 | 2 3 을미     | 3 4 병신    | 4 5 정유    | 5 6 무술    | 6 7 기해    | 7 8 경자   |
| 8 9 신축   | 9 10 임인    | 10 11 계묘  | 11 12 갑진  | 12 13 을사  | 13 14 병오  | 14 15 정미 |
| 15 16 무신 | 16 17 기유   | 17 18 경술  | 18 19 신해  | 19 20 임자  | 20 21 계축  | 21 22 갑인 |
| 22 23 을묘 | 23 24 병진   | 24 25 정사  | 25 26 무오  | 26 27 기미  | 27 28 경신  | 28 29 신유 |
| 29 30 임술 | 30 10.1 계해 | 31 2 갑자   |             |             |             |            |

| 편집하기 |

## 1989년10월 7일
- 교황 요한 바오로 2세, 대한민국을 다시방문하였다.

## 1989년10월 5일
- 티베트의 달라이 라마가 노벨 평화상 수상자로 선정되다.